# Jason et les Argonautes (film, 1963)
Pour les articles homonymes, voir Jason et les Argonautes.
Pour plus de détails, voir Fiche technique et Distribution.
Jason et les Argonautes (Jason and the Argonauts) est un film américano-britannique réalisé par Don Chaffey et sorti en 1963. Comme son titre l'indique, il raconte l'histoire des Argonautes menés par le héros Jason et leur quête de la Toison d'or.
Tourné en Eastmancolor, le film est resté célèbre pour ses diverses créatures légendaires animées par Ray Harryhausen par animation en volume, et notamment pour sa scène emblématique du combat contre des guerriers squelettes. Bien qu'il ait été une déception au box-office lors de sa sortie initiale, le film est acclamé par la critique et deviendra plus tard culte.
La musique du film est composée par Bernard Herrmann, qui avait déjà collaboré avec Harryhausen et le producteur Charles H. Schneer sur Le Septième Voyage de Sinbad (1958), Les Voyages de Gulliver (1960) et L'Île mystérieuse (1961).

## Synopsis
Pélias usurpe le trône de Thessalie en tuant le roi Aristo. Une prophétie annonce que l’un des enfants de ce dernier le vengera. Le fils nouveau-né du roi, Jason, est sauvé par un soldat fidèle à l'ancien roi. L’une des filles d’Aristo, réfugiée dans un temple d’Héra, est tuée par Pélias, qui profane le sanctuaire. Héra devient alors la protectrice de Jason et avertit Pélias de se méfier d’un homme chaussé d’une seule sandale.

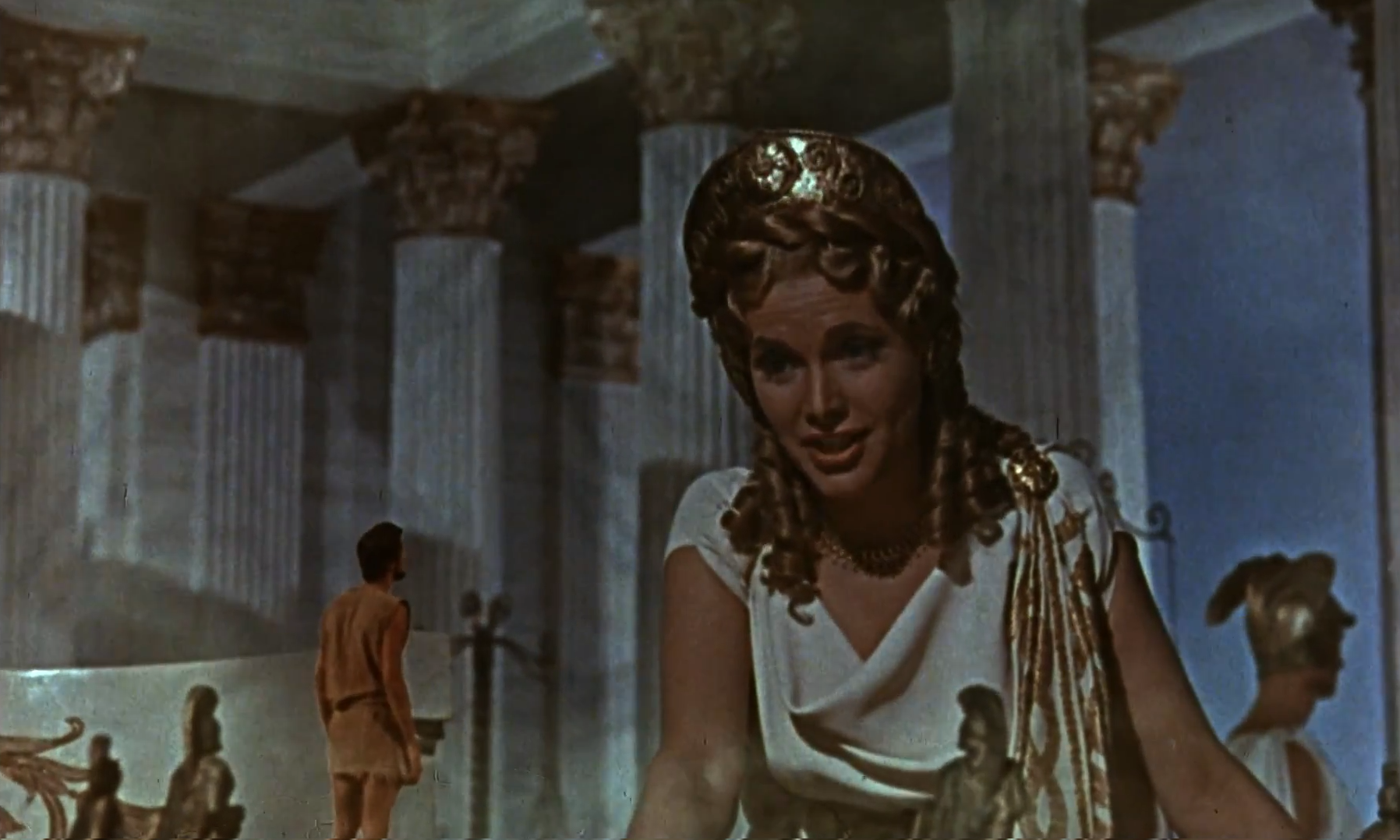
La déesse Héra soutient Jason et les Argonautes dans leur conquête de la Toison d'or

Vingt ans plus tard, Jason sauve Pélias de la noyade, perdant une sandale au passage. Pélias, le reconnaissant, l’incite à partir en quête de la Toison d’or, espérant qu’il y périra. Hermes emmène Jason au mont Olympe où Zeus autorise sa femme à aider le héros cinq fois. Héra l’oriente vers la Colchide, où se trouve la Toison, mais Jason refuse l’aide directe de Zeus.
Jason fait construire un navire, l’Argo, et recrute un équipage, les Argonautes, parmi lesquels figurent Héraclès, Hylas et Acaste, ce dernier étant envoyé secrètement par Pélias. En route, Héraclès déclenche la colère de Talos en volant un objet sacré. Sur les conseils d’Héra, Jason fait sortir l’ichor du talon de Talos, qui s’effondre et tue Hylas. Héraclès, refusant de partir sans son compagnon, reste sur place.
Les Argonautes rencontrent ensuite Phinée, puni par Zeus et harcelé par des harpies. Après avoir neutralisé ces dernières, Phinée leur indique la route vers la Colchide et remet à Jason un talisman du dieu marin Triton. Grâce à lui, ils traversent les Symplégades et sauvent des survivants d’un autre navire dont fait partie Médée, prêtresse de Colchide.
À l’approche de la Colchide, Acaste conteste l'autorité de Jason et l'attaque, mais finir par sauter à la mer à l'issue du combat. Le roi Éétès invite les Argonautes à un banquet, mais Acaste, toujours vivant et à l'insu de ces derniers, le prévient des intentions de Jason, qu'Éétès fait emprisonner avec ses hommes. Mais Médée, tombée amoureuse de Jason, les aide à s’échapper.
Acaste tente de s’emparer de la Toison, mais est tué par l’Hydre qui la garde. Jason tue la créature et soigne Médée, blessée par une flèche, avec la Toison. Éétès sème les dents de l’Hydre, faisant apparaître sept squelettes armés qui sortent du sol. Jason et ses compagnons les affrontent pendant que Médée et Argus regagnent l’Argo. Phalère et Castor sont tués, tandis que Jason échappe aux squelettes en sautant à la mer.
Jason, Médée et les survivants reprennent la route de la Thessalie. Sur l’Olympe, Zeus confie à Héra qu’il n’en a pas encore fini avec Jason.

## Fiche technique
- Titre original : Jason and the Argonauts[Note 1]

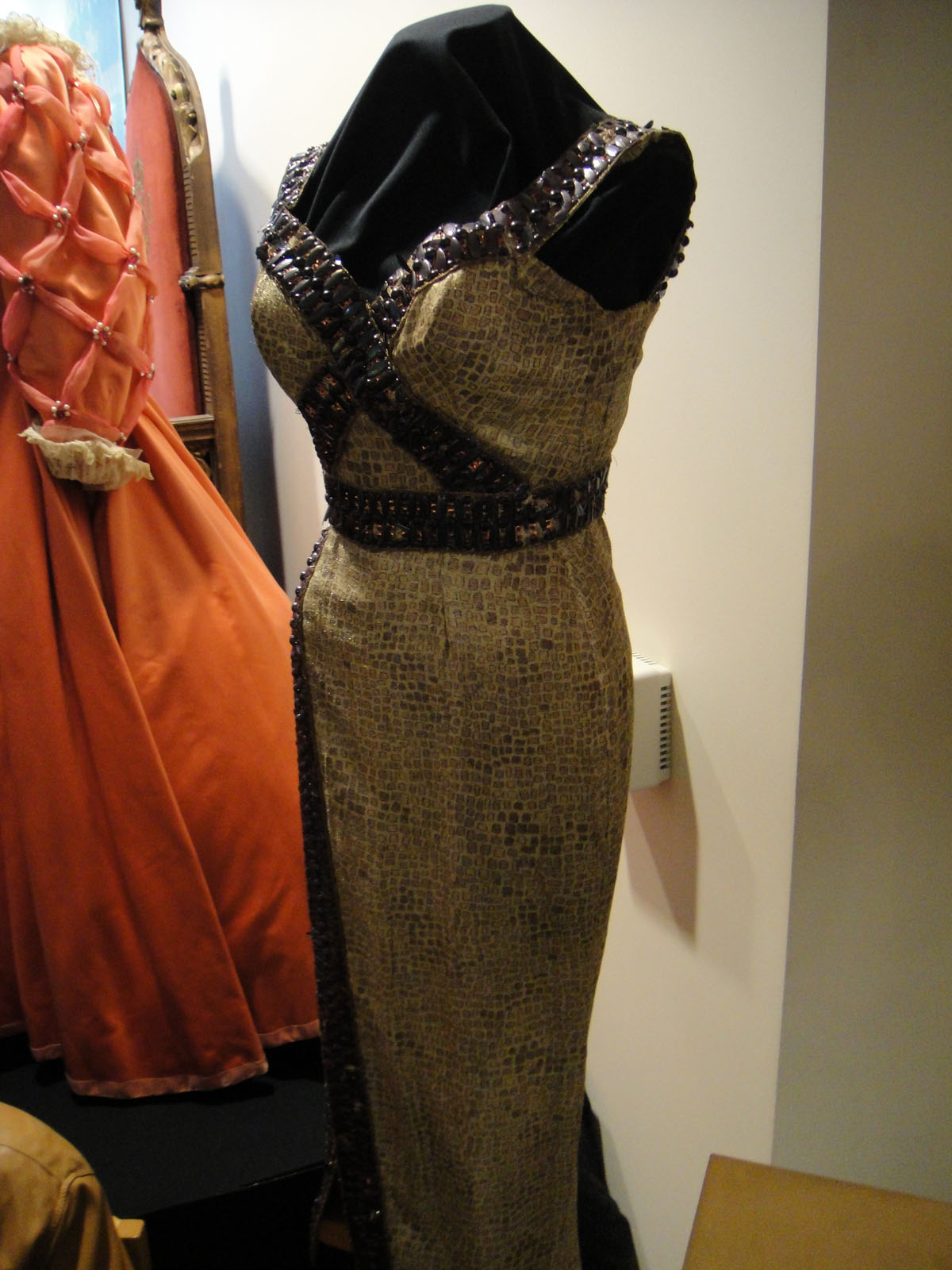
Robe portée par Nancy Kovack dans « La danse de Médée ».

- Titre français : Jason et les Argonautes
- Réalisation : Don Chaffey
- Assistant réalisation : Dennis Bertera
- Scénario : Beverley Cross et Jan Read inspirés (entre autres) par le poème épique les Argonautiques d'Apollonios de Rhodes
- Adaptation française : Pierre-François Caillé (pour la Société parisienne de sonorisation)
- Direction des scènes de combats : Ralph Faulkner
- Direction artistique : Geoffrey Drake, Jack Maxsted, Antonio Sarzi-Braga, Herbert Smith
- Sculptures des maquettes : Arthur Hayward
- Photographie : Wilkie Cooper
- Cadrage : Harry Gillam
- Son : Cyril Collick, Red Law et Alfred Cox (mixage)
- Effets spéciaux : procédé « Dynarama » (Dynamation) de Ray Harryhausen
- Montage : Maurice Rootes
- Musique : Bernard Herrmann
- Production : Charles H. Schneer, Ray Harryhausen
- Producteur exécutif : John Dark
- Sociétés de production : Columbia Pictures (Royaume-Uni), Morningside Productions (États-Unis)
- Sociétés de distribution : Columbia Pictures, Carlotta Films (France)
- Pays de production :  États-Unis,  Royaume-Uni
- Langue originale : anglais
- Format : 35 mm — couleur par Eastmancolor — 1.85:1 — son monophonique
- Genre : fantaisie mythologique, fantastique, aventure
- Durée : 105 minutes[1]
- Dates de sortie :
  - États-Unis : 19 juin 1963
  - Royaume-Uni : 15 août 1963
  - France : 9 octobre 1963
- Classifications et visa CNC : classé avec mention « tous publics », Art et Essai, visa d'exploitation no 27921 délivré le 14 octobre 1963
- Affiche : Charles Rau (France)

## Distribution
- Todd Armstrong (VO : Tim Turner ; VF : Roland Ménard) : Jason
- Nancy Kovack (VO : Eva Haddon ; VF : Paule Emanuele) : Médée
- Gary Raymond (VF : Jacques Thébault) : Acaste

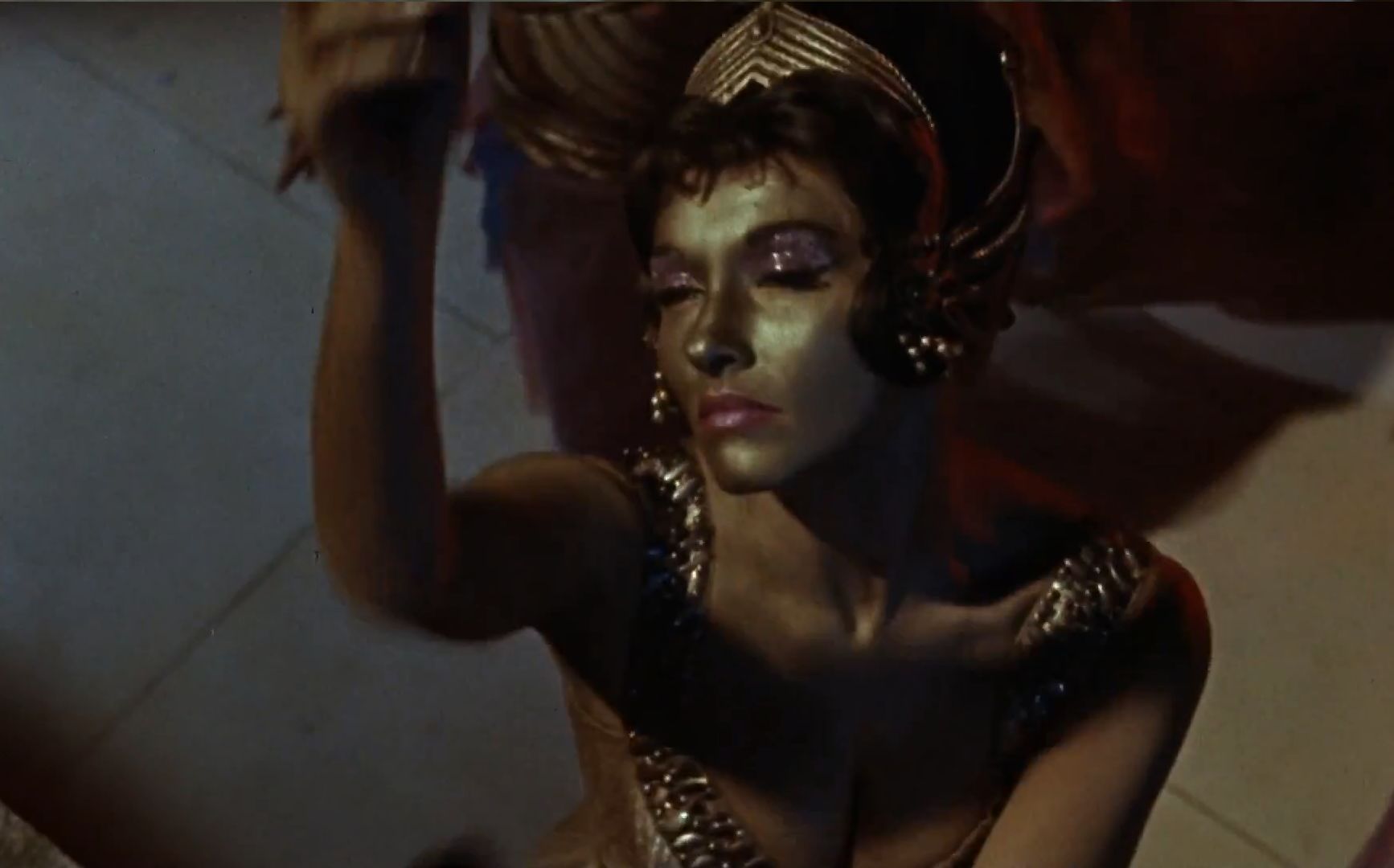
Médée implore la déesse Hécate en dansant devant sa statue.

- Laurence Naismith (VF : Paul Bonifas) : Argos fils d'Arestor ou Argos fils de Phrixos[Note 2]
- Nigel Green (VF : Pierre Collet) : Héraclès (Héraclès)
- Niall MacGinnis (VF : Serge Nadaud) : Zeus
- Michael Gwynn (VF : Jacques Hilling) : Hermès
- Douglas Wilmer (VF : Jacques Berthier) : Pélias
- Jack Gwillim (VF : Louis Arbessier) : le roi Éétès (Æétès)
- Honor Blackman (VF : Nathalie Nerval) : Héra
- John Cairney (VF : Jean Fontaine) : Hylas
- Patrick Troughton (VF : Maurice Pierrat) : le roi Phinée
- John Crawford (non crédité) (VF : Claude Bertrand)
- Douglas Robinson (non crédité) (VF : Henry Djanik) : Euphémos
- Bill Gudgeon (non crédité) : Triton[2]
- Davina Taylor (non créditée) (VF : Jane Val) : Briséis, sœur de Jason

Les protagonistes
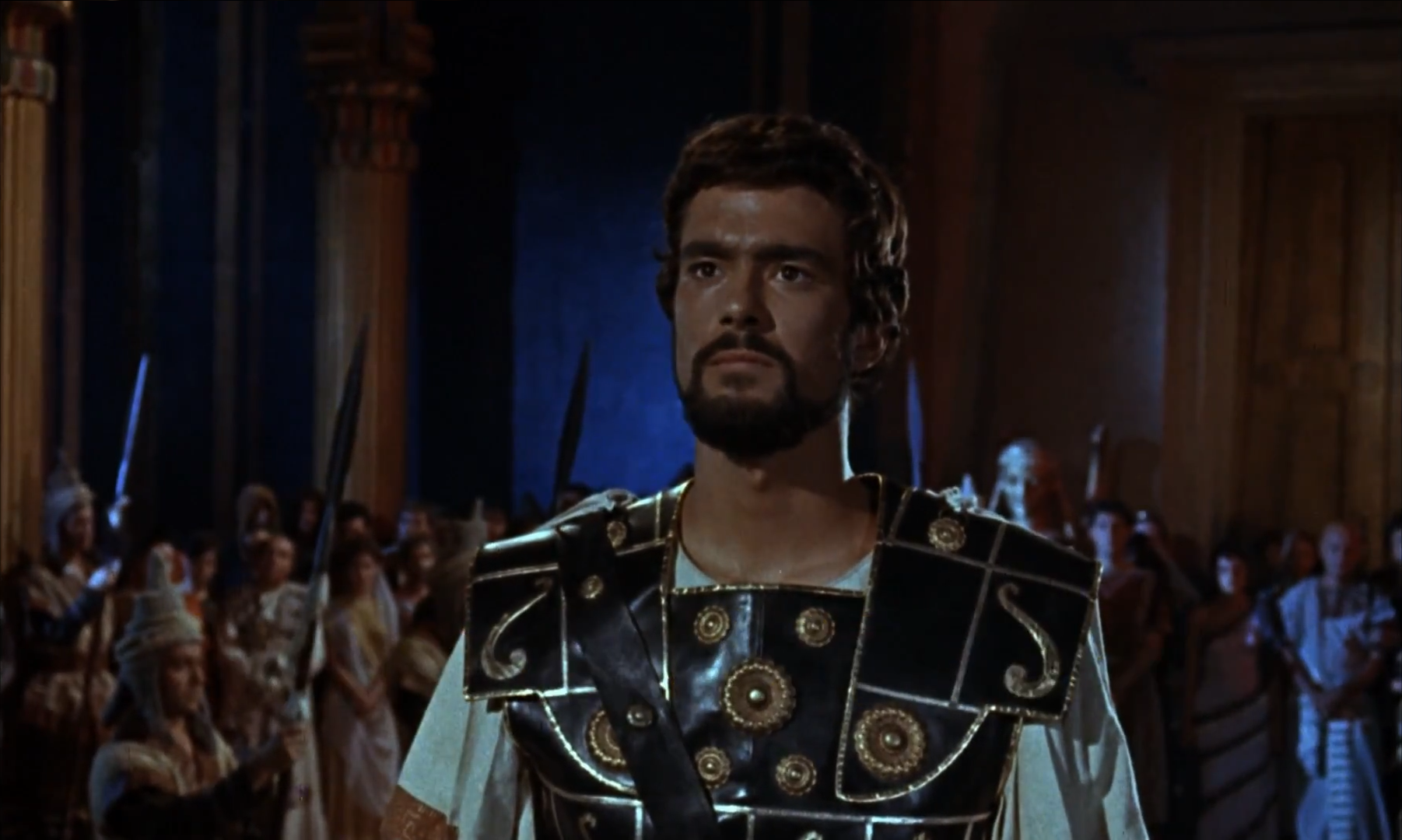
Jason (Todd Armstrong).
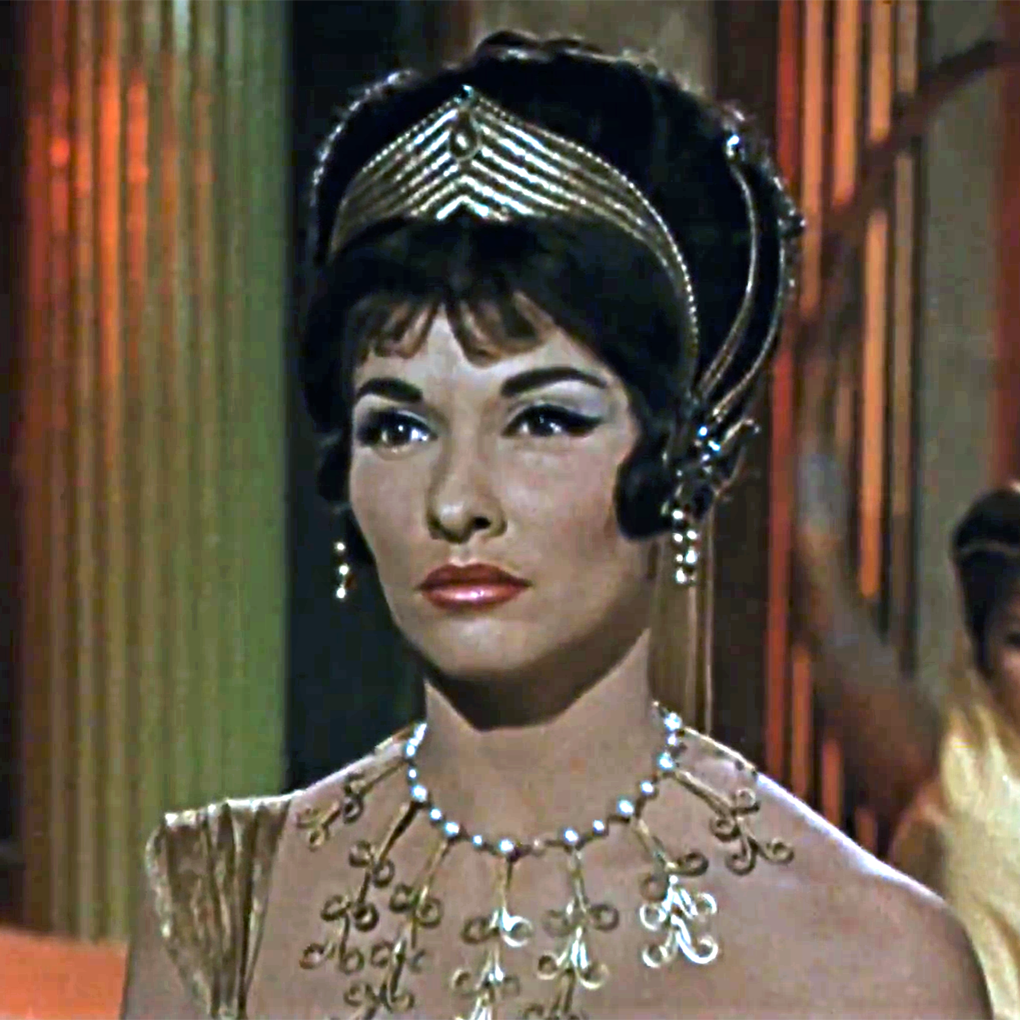
Médée (Nancy Kovack).
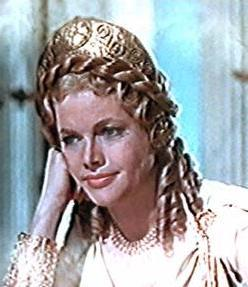
La déesse Héra (Honor Blackman).

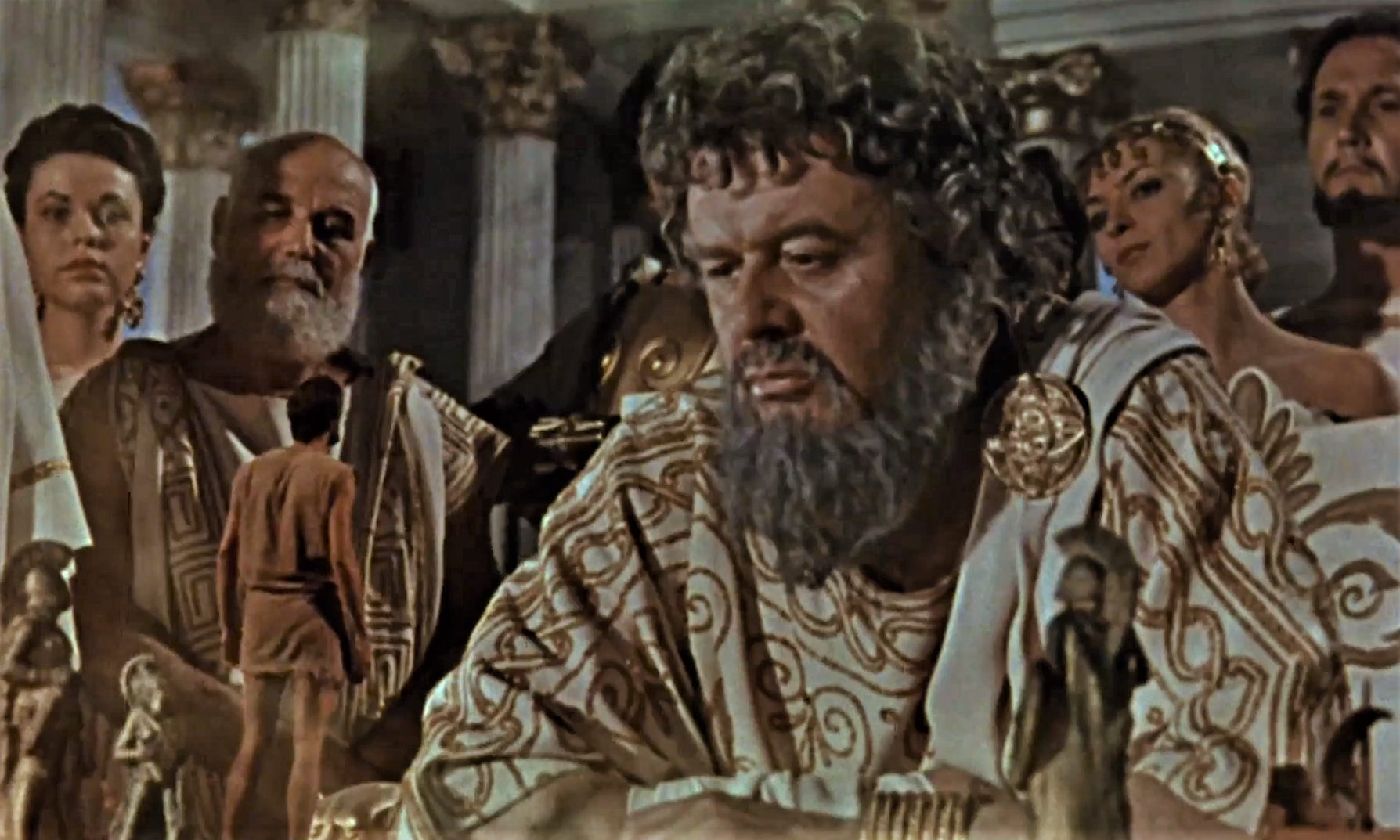
Le dieu Zeus (Niall MacGinnis).
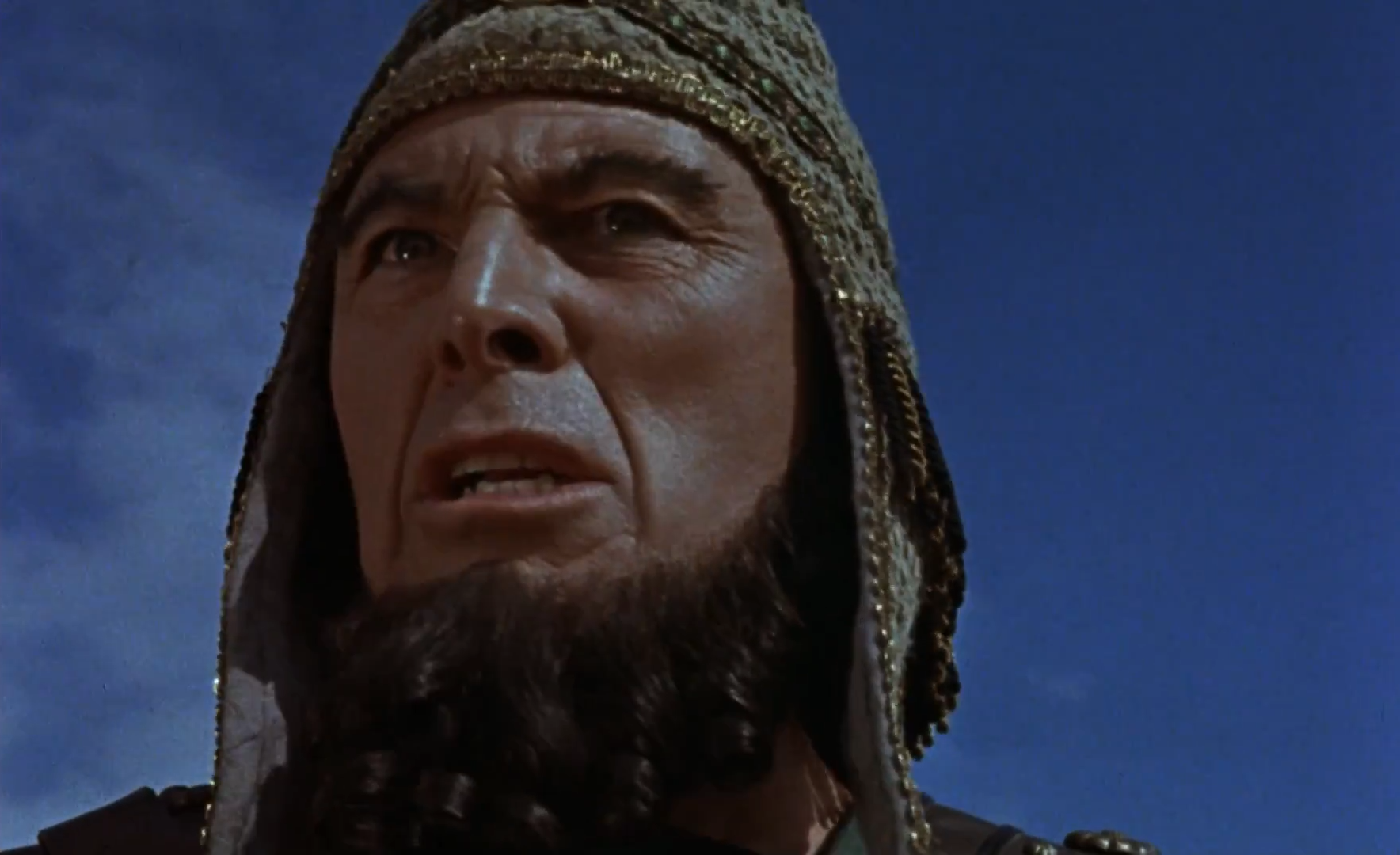
Le roi Æétès (Jack Gwillim).

## Production

### Tournage
- Période de prises de vue : 1961-1962-1963 (à confirmer), évaluation d'après le témoignage de Ray Harryhausen[3],[4],[5] : « En novembre 1961, j'ai envoyé à mon père les conceptions des modèles d'armatures : un Talos, un pied, un bras et une main de Talos, une hydre, deux harpies volantes, six squelettes combattants, un Jason et un Acaste. Ils sont arrivés en février 1962, me demandant quatre mois pour fabriquer et peindre les corps avant le commencement de l'animation. […] Jason et les Argonautes a demandé presque deux ans pour être achevé et pour un coût sans précédent pour nous de 3 millions $ US. »
- La séquence du combat entre les Argonautes et les squelettes, d'une durée de 3 minutes, a demandé plus de 4 mois de travail à Ray Harryhausen[6],[4].
- Intérieurs[7] : Studios de Shepperton (Royaume-Uni), Safa Studios (Italie).
- Extérieurs en Italie : 
  - Capaccio-Paestum : la séquence des Harpies a été tournée au temple de Poséidon de Paestum. L'équipe a obtenu l'autorisation de filmer dans ce temple qui n'est plus accessible aux visiteurs.
  - Palinuro (Centola) : dans ce hameau, l'équipe de tournage a été confrontée à un problème culturel alors qu'elle s'apprêtait à effectuer des prises de vue à 6 heures du matin. Comme il faisait froid, l'actrice Nancy Kovack (Médée) avait revêtu le seul pull-over chaud qu'elle avait dans ses valises, un pull de couleur violette qui a suscité la colère des gens du pays, car ils considéraient cette couleur comme un signe de mort[6],[4].
  - Salerne (Province de Salerne).
  - Le tournage a été perturbé par une autre équipe qui filmait au même endroit comme se le rappelle Ray Harryhausen[3],[4],[5] : « Nous tournions une scène dans laquelle l'Argo devait apparaître au détour d'une falaise. Tout était prêt, la caméra filmait et nous avions donné à notre bateau le signal par radio pour l'action. Mais que voyons-nous apparaître dans le champ ? Le galion Golden Hind [célèbre bâtiment du XVIe siècle] ! L'action a été interrompue en entendant Schneer [producteur] crier « Sortez ce bateau de là ! Vous êtes au mauvais siècle ! ». Il s'est avéré qu'une autre équipe britannique tournait une séquence de la série télévisée Sir Francis Drake, le corsaire de la reine… Leur vaisseau, avec ses puissants moteurs, avait devancé le nôtre dans la crique. »

Sites de tournage extérieur en Italie
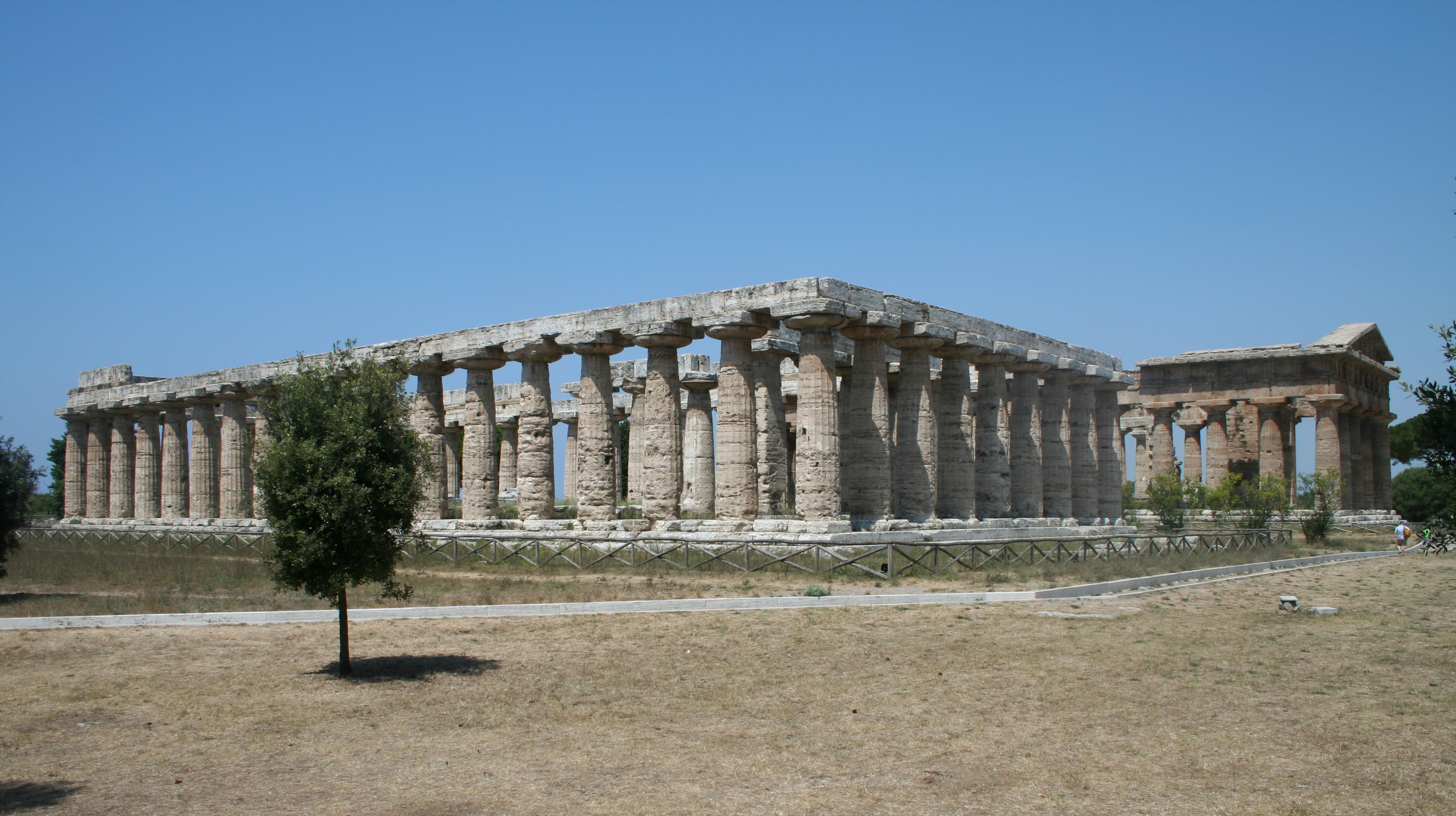
Paestum : au second plan, temple de Poséidon[Note 3] (celui du film) et au premier plan, celui d'Héra.
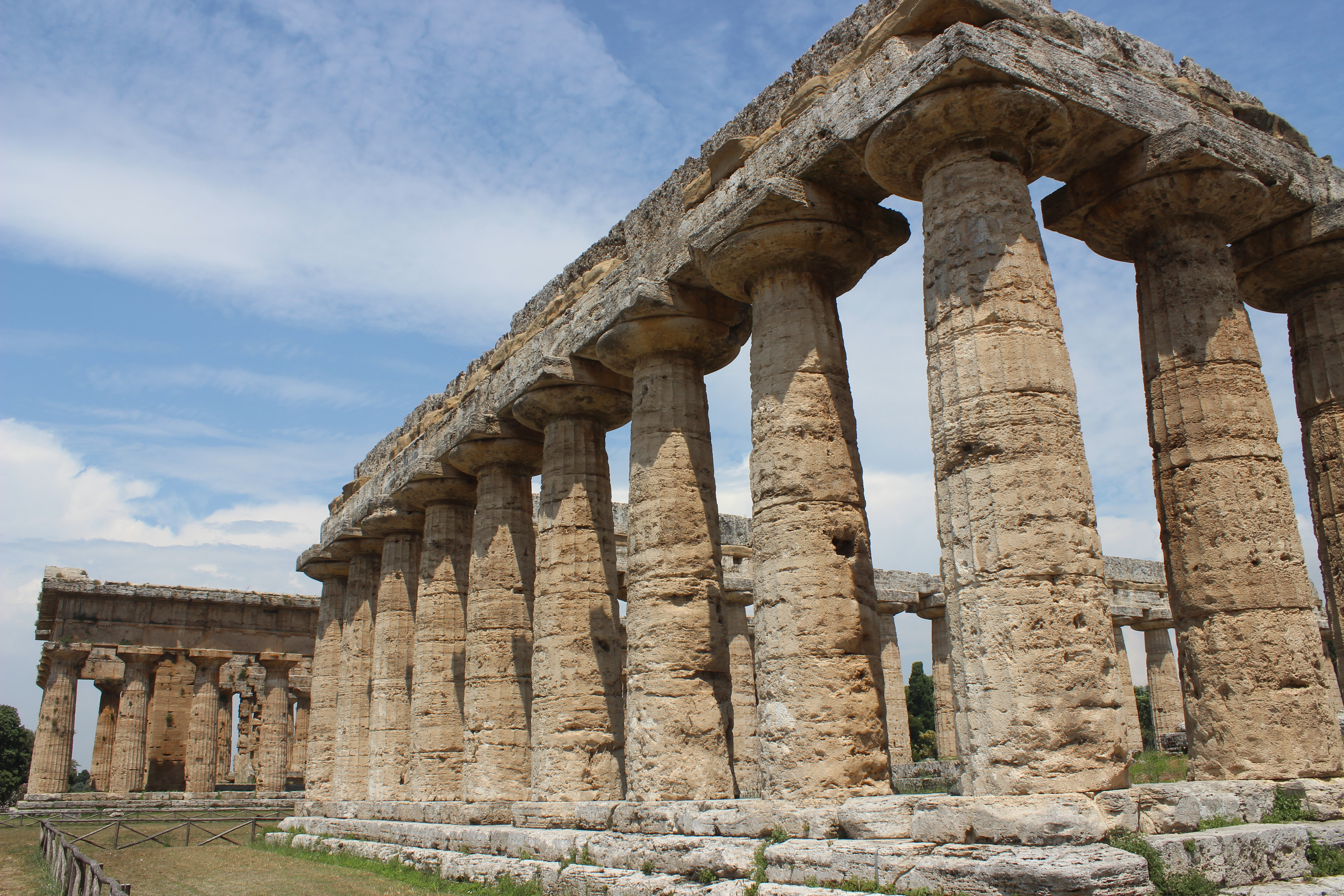
Temple de Poséidon, vue rapprochée.
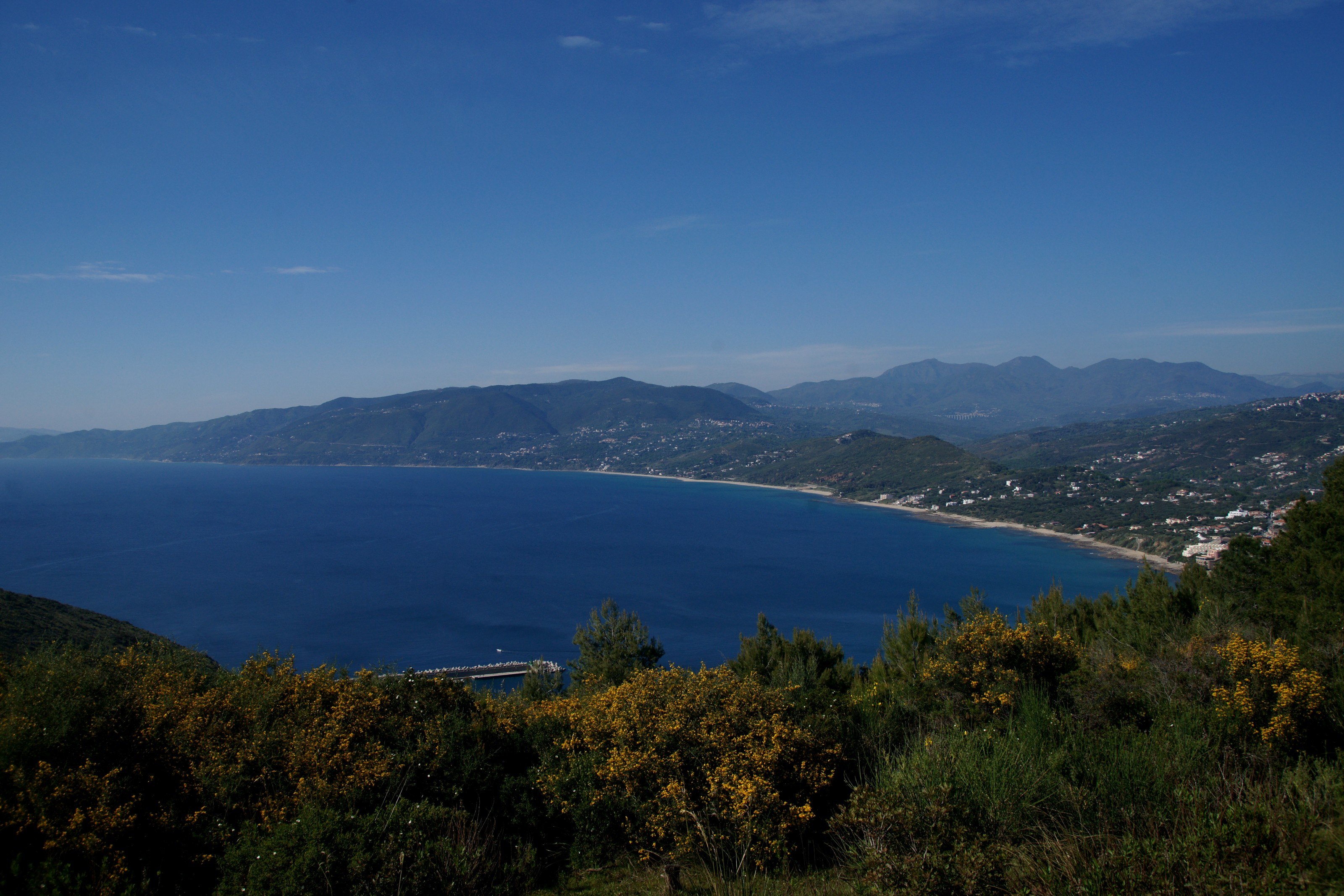
Baie de Palinuro.
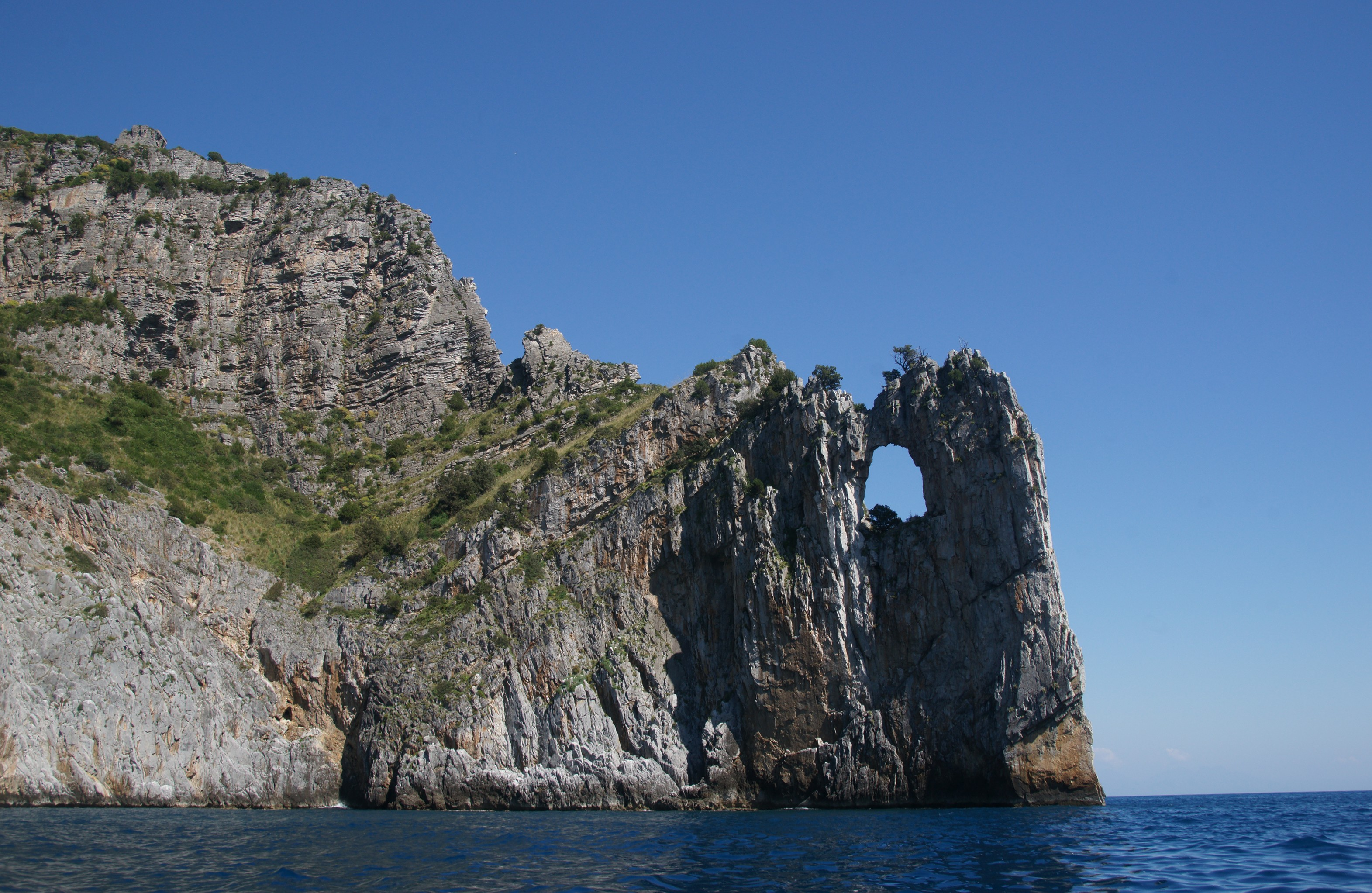
Falaise typique de Palinuro.

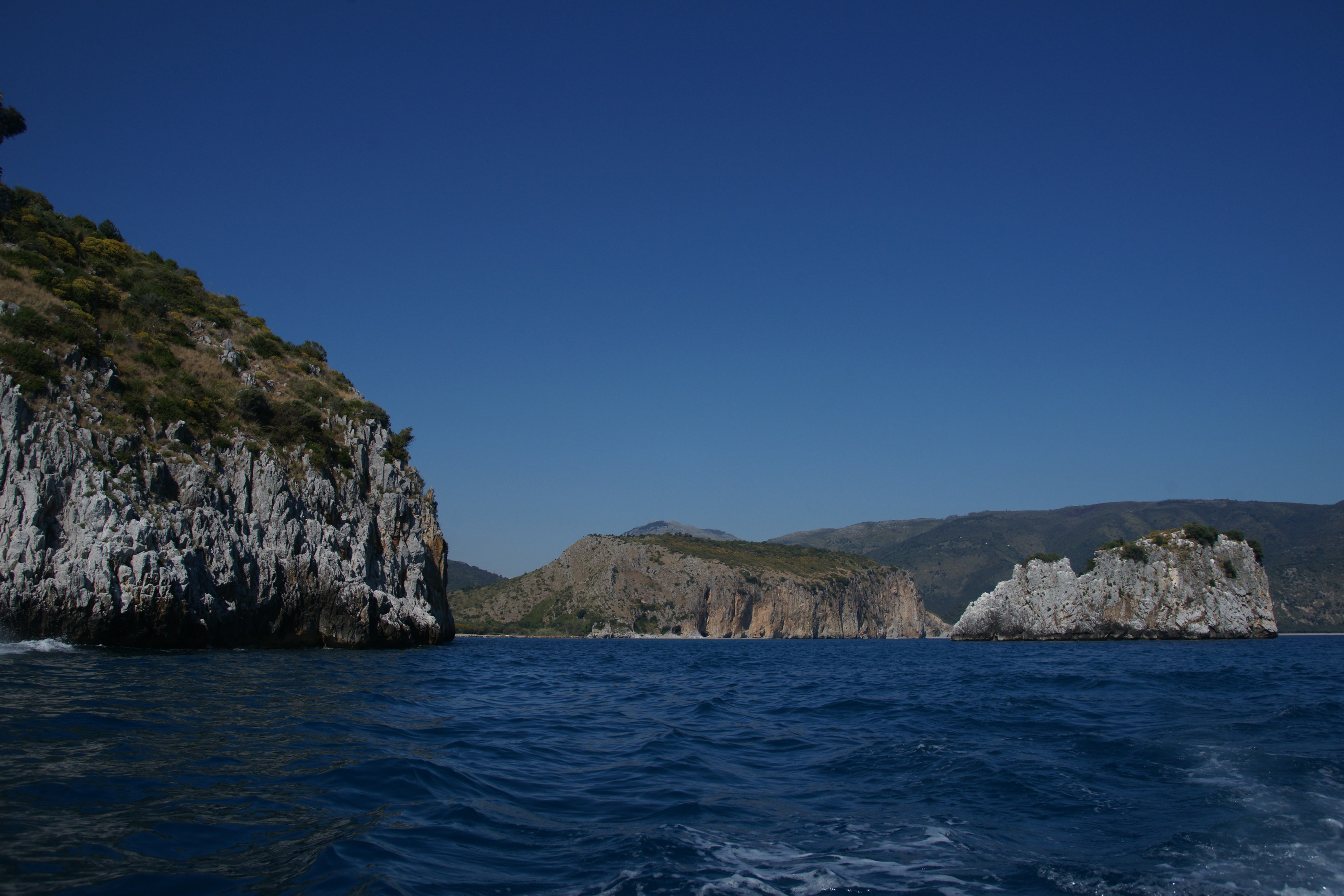
Calanques à Palinuro.
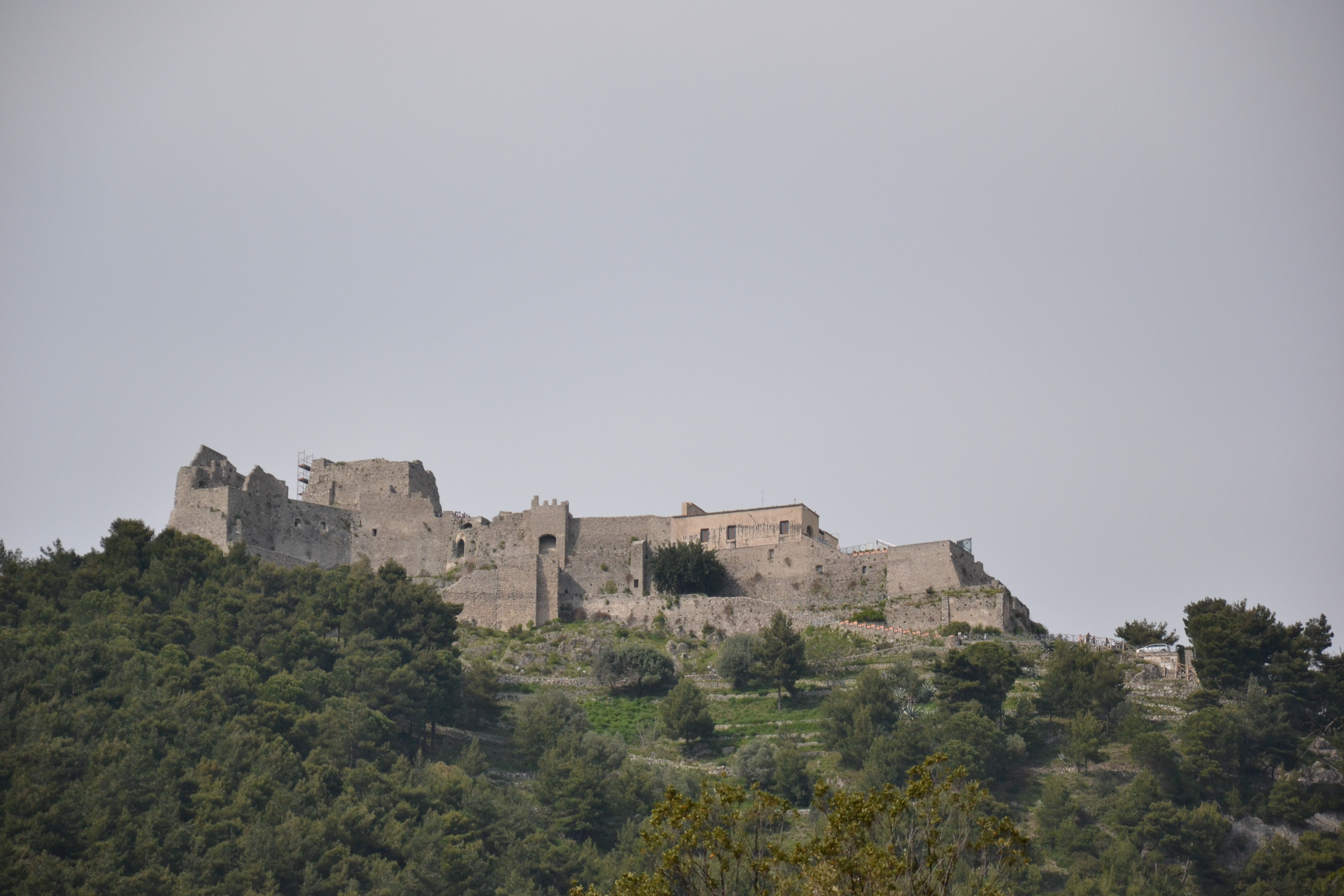
Ruines du château d'Arechi à Salerne.
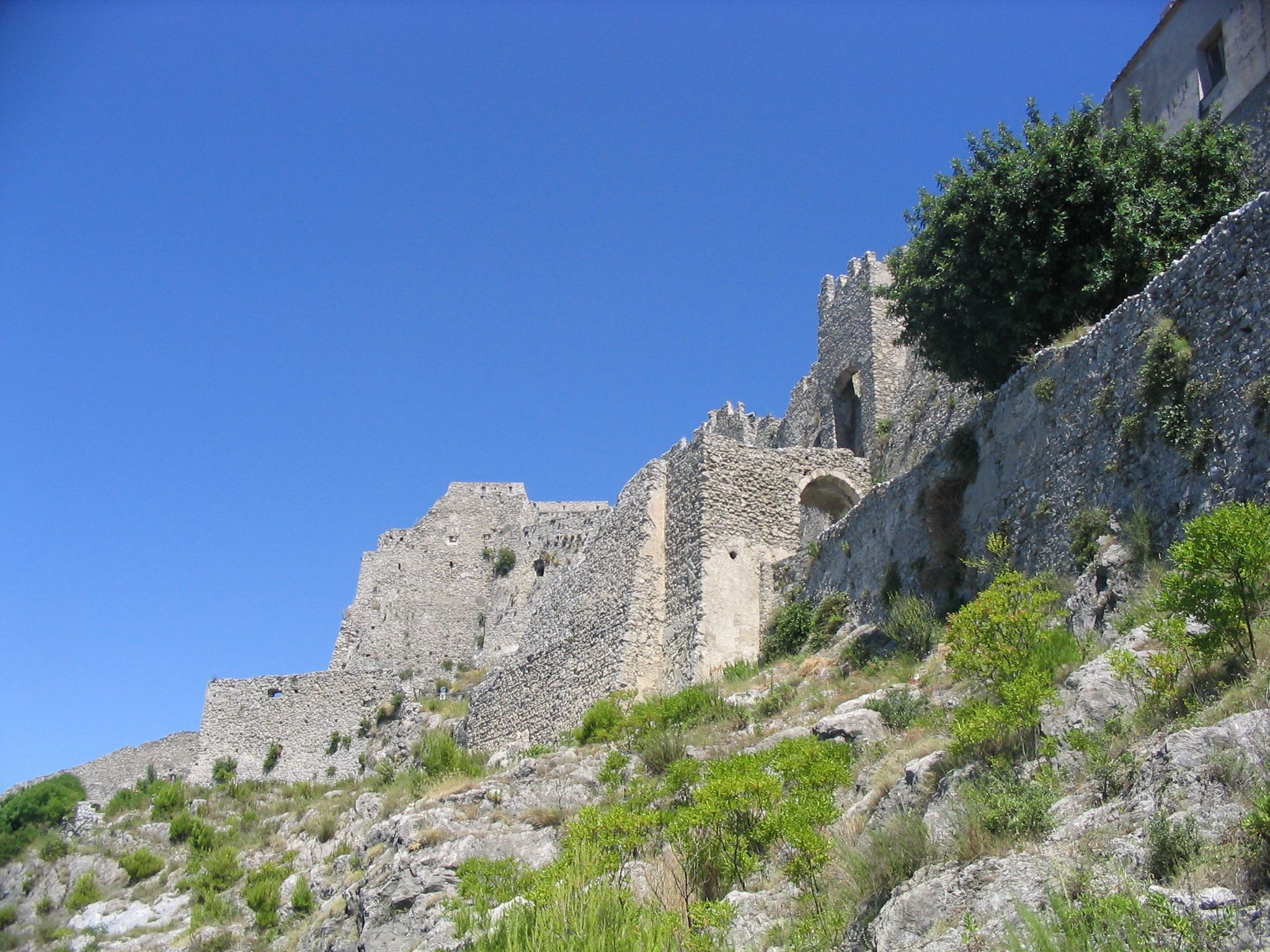
Château d'Arechi, vue rapprochée.
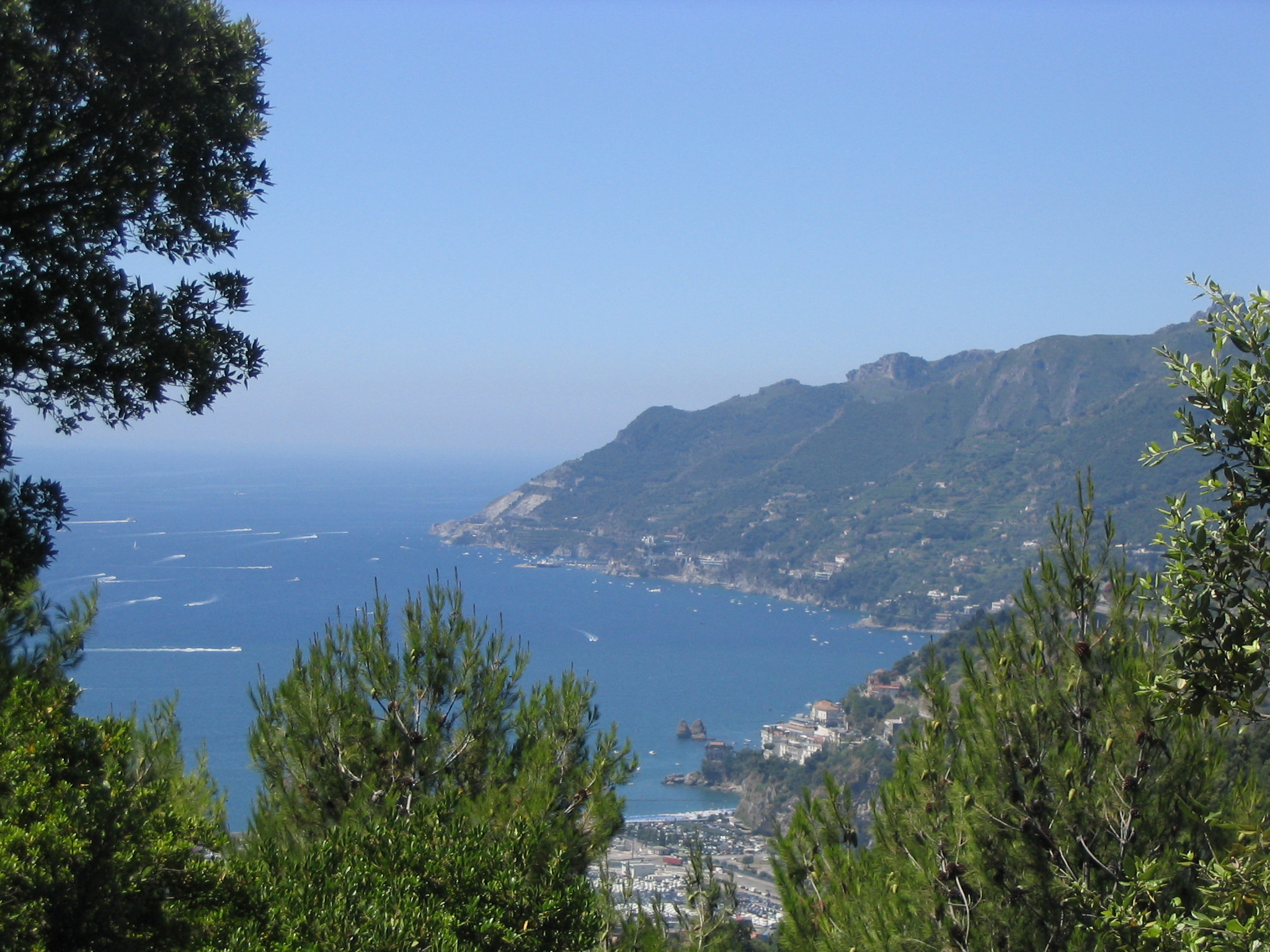
Vue d'une partie du Golfe de Salerne depuis le château d'Arechi.

### Musique
Compositeur de la musique originale, Bernard Herrmann dirige le Royal Philharmonic Orchestra.

## Autour du film
- Une incohérence apparaît quand Hylas et Héraclès découvrent la statue de Talos sur l'île de Bronze. Sur le socle, son nom est gravé en alphabet latin : « T A L O S ». L'action se passant en Grèce, l'inscription devrait être : « Τ Α Λ Ω Σ ». D'ailleurs, le spectateur n'a pas besoin de savoir lire le grec car en découvrant la statue, Hylas demande à son compagnon : « Est-ce que Jason ne nous a pas parlé de Talos ? ».

## Accueil
- AllMovie [9],[4] : « Une aventure fantastique par excellence pour Ray Harryhausen et Charles H. Schneer. Jason et les Argonautes résiste relativement bien comme représentant du film de genre, compte tenu de la profusion de réalisations aux effets technologiques sorties depuis 1963. Bien que l'histoire et la mise en scène soient parfaitement maîtrisées, le véritable enjeu de ce film — comme dans toute entreprise d'Harryhausen — réside dans les légendaires effets spéciaux d'animation en volume qui ont influencé de nombreux cinéastes et ont contribué à ouvrir la voie aux superproductions fantastique/science-fiction des années 1980 et au-delà. D'un autre côté, le casting du film — bien que charmant à sa manière — ne s'accorde jamais aux effets impressionnants, avec un jeu d'acteur souvent désuet et complètement ridicule. Toutefois, en tant que divertissement, Jason et les Argonautes reste une légère et attrayante récréation pour toute la famille, digne des séances d’après-midi, même après toutes ces années. »
- L'Œil sur l'écran[10] : « Ce peplum est devenu l’archétype du film d’aventures et reste marquant par ses extraordinaires effets spéciaux signés Ray Harryhausen, qui anime de façon spectaculaire des monstres et autres créatures malfaisantes. Bien évidemment, ces effets spéciaux peuvent faire sourire aujourd’hui mais on ne peut qu’être frappé par leur pouvoir de frapper nos esprits. Et comme le fait remarquer l’historien Jacques Lourcelles, leur maladresse relative donne aux créatures une certaine fragilité et par la même une certaine humanité. L’inventivité est remarquable, la mise en scène est parfaite. De l’ensemble, se dégage une indéniable poésie qui donne à ces aventures une dimension supplémentaire et unique. »

Quelques monstrueux amis et ennemis des Argonautes
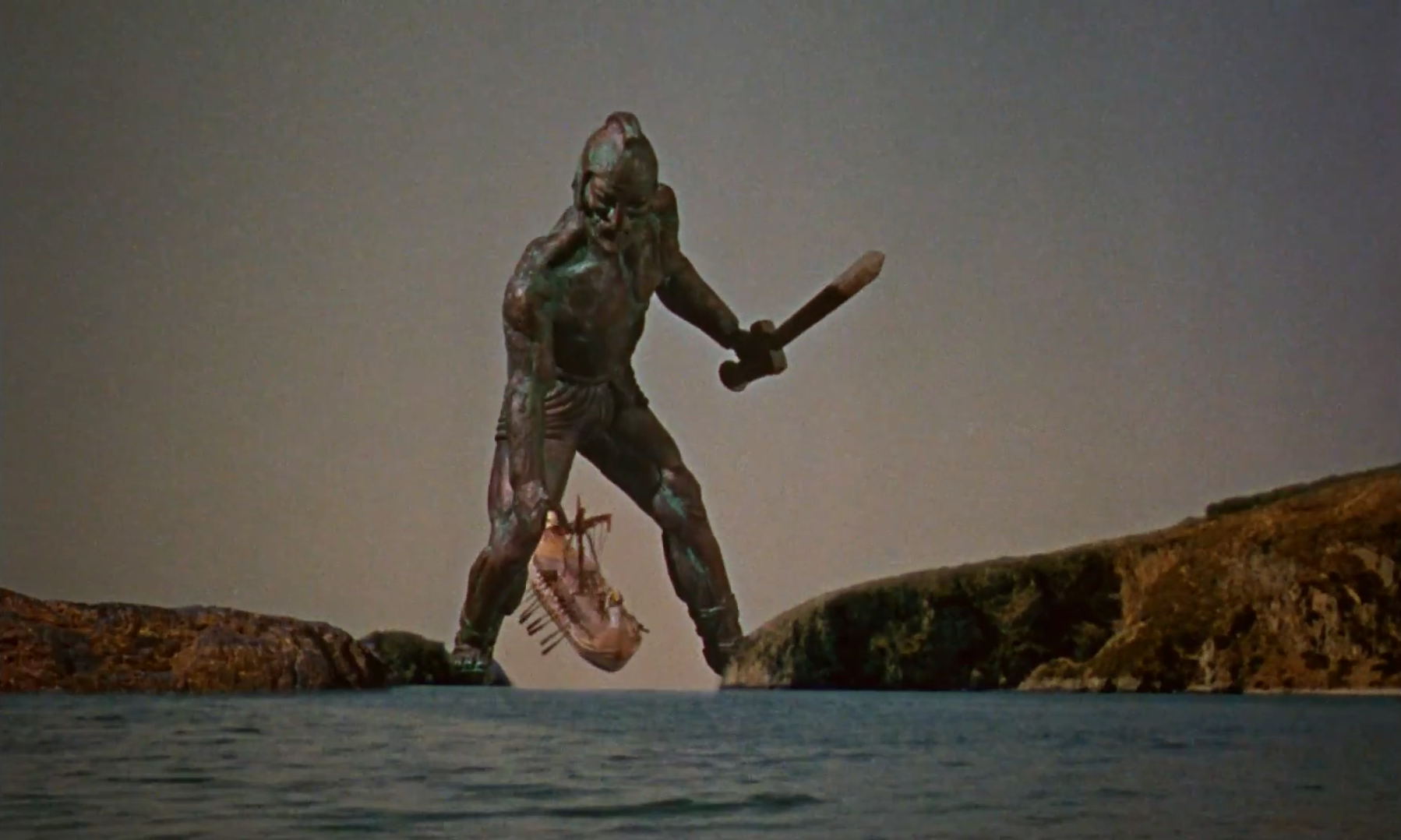
Le colosse Talos intercepte le navire Argo dans sa fuite.
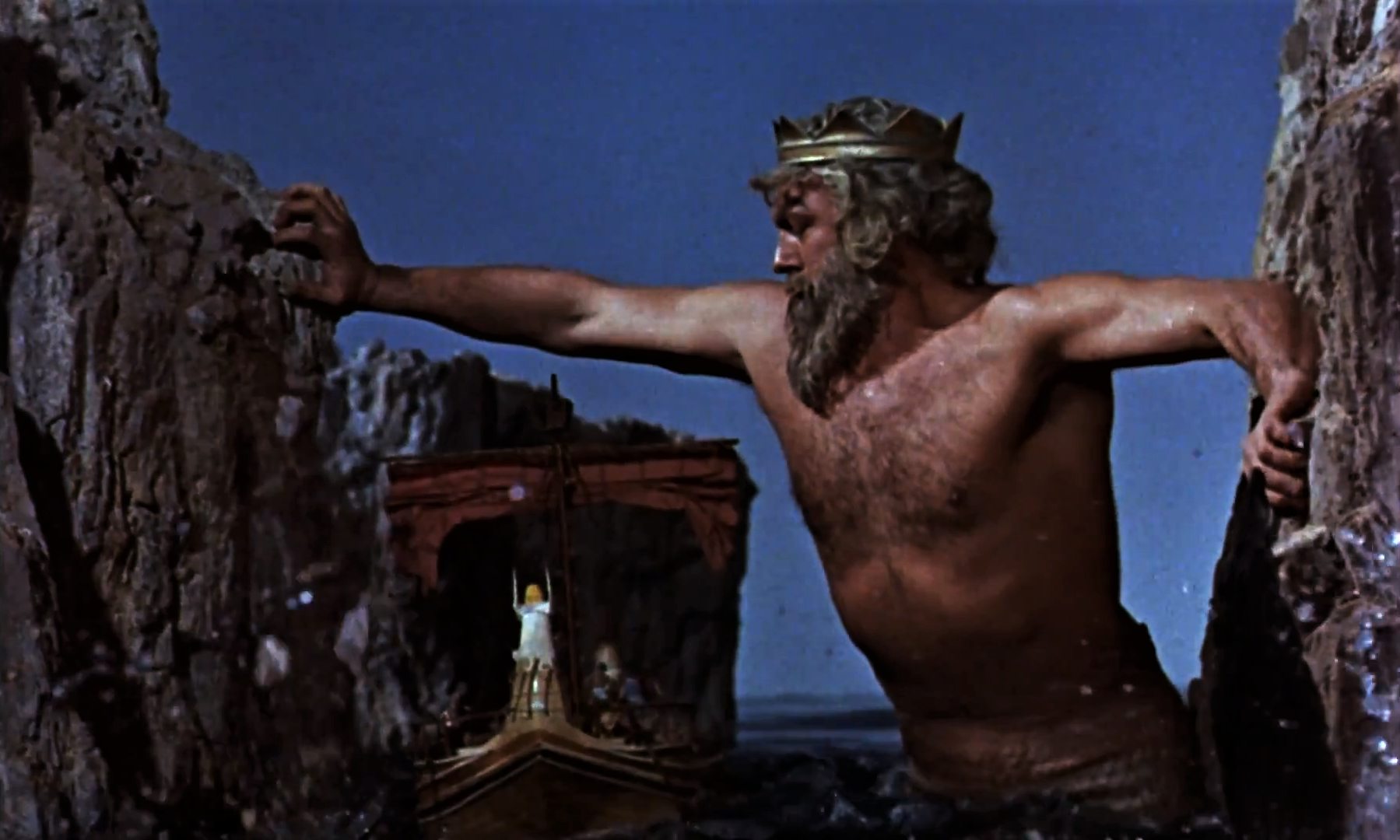
Le dieu Triton[2] aide les Argonautes et leur navire Argo à franchir les redoutables rochers broyeurs.
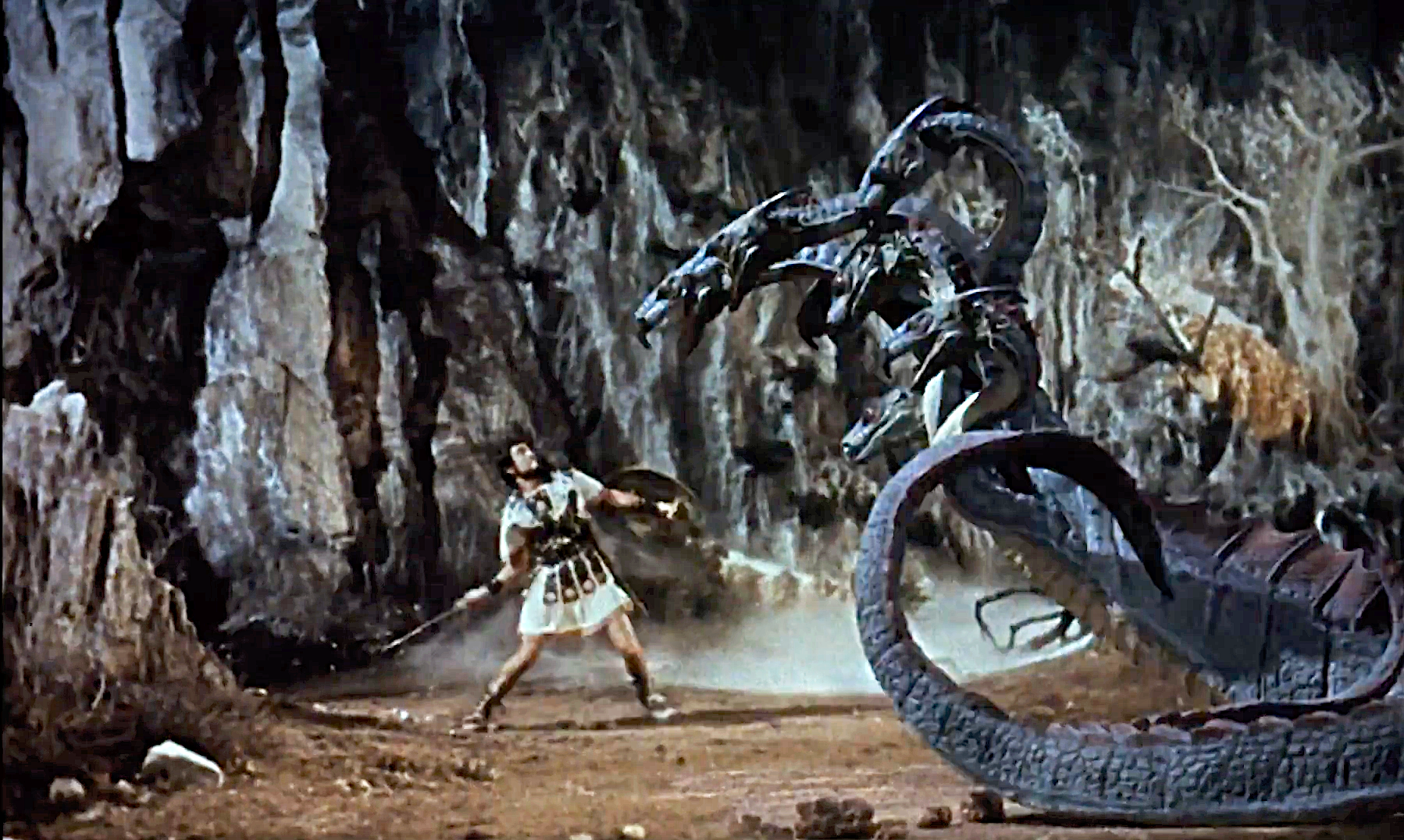
Combat entre Jason et l'hydre à sept têtes.
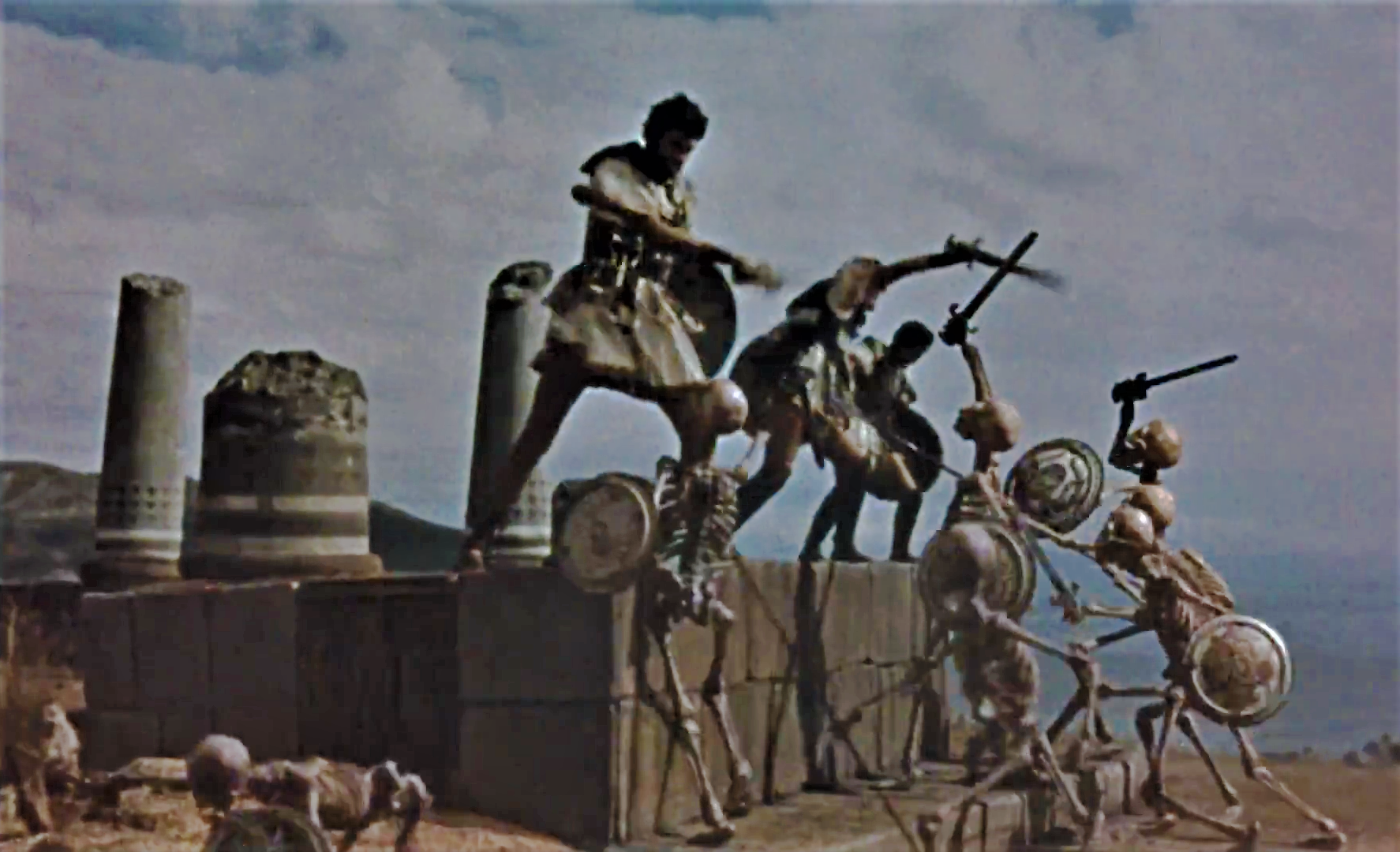
Les Argonautes affrontent « Les Enfants des nuits noires »[Note 4].

- DVDClassik[11] : « Jason et les Argonautes est sans doute la plus grande réussite du magicien Ray Harryhausen et constitue une illustration idéale de son imaginaire foisonnant. […] Le scénario est relativement fidèle au mythe de Jason et la Toison d'or. [...] Destiné volontairement et au sens le plus noble du terme à la jeunesse. […] Loin d'être une simple vitrine pour les effets spéciaux de Harryhausen (ce qui arriva lorsque le réalisateur n'était pas à la hauteur), le film est porté par une réalisation efficace et inspirée (superbes scènes en mer, magnifique mise en valeur du décorum antique comme l'intérieur du temple de la déesse Hécate) de Don Chaffey, un artisan des plus doués qui confère souffle et énergie à l'aventure. Todd Armstrong tient le rôle de sa vie en Jason, archétype du héros fier, courageux et au cœur pur. Le reste du casting de seconds couteaux est des plus convaincants aussi. […] Finalement seules les scènes un peu théâtrales avec les dieux ont vieilli avec cette imagerie kitsch de décors vaporeux et d’acteurs anglais en toge déclamant comme dans du Shakespeare (un cliché qui perdurera plus tard dans Le Choc des Titans, ultime production de Harryhausen). Avec cet encadrement idéal, l'histoire n'en est que plus palpitante et confère aux trucages de Ray Harryhausen une grâce et une magie inégalées. On entre de plain-pied dans la fantasy avec des péripéties incroyables et un bestiaire des plus fabuleux : la fuite du géant de bronze Talos gardien du trésor des Dieux, la capture des harpies… Les effets de transparence sont poussés ici à la perfection et la stop-motion permet d'animer avec réussite des créatures de plus en plus complexes telle cette hydre à sept têtes incroyablement mobile. Après le simple duel du Septième Voyage de Sinbad, on passe à la démultipliée avec cette fois la menace émanant de sept squelettes hargneux pour une séquence palpitante et virtuose qui aura traumatisé plus d’un jeune spectateur. Ce mariage de l’art et de la technique opère totalement puisque les purs effets de mise en scène (l’incroyable montée en tension et d’inquiétude proche de l’épouvante alors que les squelettes sortent un à un du sol) se marient à la maîtrise d’une stop-motion poussée dans ses derniers retranchements. L’émerveillement se croise à la peur que l'on a pour Jason, tout cela grâce à l’association bienvenue avec un metteur en scène inspiré. […] Jason et les Argonautes demeure la production la plus populaire de Ray Harryhausen, responsable de nombreuses vocations chez Peter Jackson, Guillermo del Toro et surtout Tim Burton qui lui rendra un superbe hommage dans le clip Bones du groupe The Killers qu’il réalisera en 2006. »

## Distinction
Œuvre incluse dans les 50 films à voir avant d'avoir 14 ans selon la liste établie par le British Film Institute en 2005.

## Vidéographie
- (fr + en) Jason et les Argonautes, Sony Pictures, 1999, 1 DVD zone 2, mono, 100 min.
- (en) Jason and the Argonauts, Sony Pictures, 2010, 1 Blu-ray, mono, DTS-HD Master Audio 5.1, 104 min [présentation en ligne].
- (fr + en) Jason et les Argonautes (Jason and the Argonauts), Sidonis Calysta, coll. « Aventures », 18 février 2019, livre contenant le combo DVD/Blu-ray, 104 min  (EAN 3512392517938) [présentation en ligne] : couleur restaurée, son mono et stéréo 5.1 versions VF et VO sous-titres français, bonus : interview par Marc Toullec de Michel Eloy, spécialiste belge du péplum (35 min) + documentaire Le Titan des effets spéciaux de Gilles Penso, incluant les témoignages de Ray Harryhausen, James Cameron, Steven Spielberg, etc. (93 min) + bandes-annonces et spots télé d'époque, livre relatant la carrière de Ray Harryhausen, l'enchanteur des effets spéciaux de Marc Toullec, filmographie incluse, illustré de nombreuses photos et fac-similés d'affiches d'époque, 152 pages.